# Saison 2007-2008 de l'AJ Auxerre
Maillots
Chronologie
Saison précédente Saison suivante
Cette page présente la saison 2007-08 de l'AJ Auxerre. Pour cette saison de 2007-2008, les Auxerrois sont entraînés par Jean Fernandez et présidés par Jean-Claude Hamel.

## Mercato 2007
| Nom                              | Nationalité         | Transfert   | Provenance/Destination           | Division       |
| Arrivées                         |                     |             |                                  |                |
| Marcos Antonio                   | Brésil              | 2,5 M€      | Uniao Leiria                     | D1 Portugal    |
| Toifilou Maoulida                | France              | 2,5M        | Olympique de Marseille           | Ligue 1        |
| Kamel Chafni                     | France              | 0,8 M€      | AC Ajaccio                       | Ligue 2        |
| Jean-Michel Lesage               | France              | 1,8 M€      | Le Havre AC                      | Ligue 2        |
| Gabriel Tamas                    | Roumanie            | 3 M€        | Spartak Moscou via le Celta Vigo | D1 Russie      |
| Steeven Langil                   | France              | 0,3 M€      | Nîmes Olympique                  | National       |
| Rémy Riou                        | France              | 1 M€        | Olympique lyonnais               | Ligue 1        |
| Prêt                             |                     |             |                                  |                |
| Sammy Traoré                     | Mali                | -           | Paris SG                         | Ligue 1        |
| Dennis Oliech                    | Kenya               | -           | FC Nantes                        | Ligue 2        |
| Retours de prêt                  |                     |             |                                  |                |
| Mickaël Ciani                    | France              | -           | FC Lorient                       | Ligue 1        |
| Premiers Contrats Professionnels |                     |             |                                  |                |
|                                  |                     |             |                                  |                |
| Départs                          |                     |             |                                  |                |
| Mickaël Ciani                    | France              | 0,8 M€      | FC Lorient                       | Ligue 1        |
| Benoît Cheyrou                   | France              | 5 M€        | Olympique de Marseille           | Ligue 1        |
| Kanga Gauthier Akalé             | Côte d'Ivoire       | 4 M€        | RC Lens                          | Ligue 1        |
| Lionel Mathis                    | France              | Libre       | FC Sochaux                       | Ligue 1        |
| Younès Kaboul                    | France              | 12 M€       | Tottenham Hotspur                | Premier League |
| Bacary Sagna                     | France              | 10 M€       | Arsenal                          | Premier League |
| Damien Dufour                    | France              | ?           | Grenoble Foot                    | Ligue 2        |
| Brahim Ferradj                   | France              | ?           | Stade Brestois                   | Ligue 2        |
| Anthony Basso                    | France              | ?           | Heart of Midlothian              | D1 Écosse      |
| Krisztián Vadócz                 | Hongrie             | ?           | NEC Nimègue                      | D1 Pays-Bas    |
| Fabien Cool                      | France              | -           | Arrêt                            | -              |
| Johan Radet                      | France              | -           | Arrêt                            | -              |
| Prêts                            |                     |             |                                  |                |
| Nabil Bounab                     | France              | Prêt (1 an) | Entente Sannois Saint-Gratien    | National       |
| Oxence Mbani                     | République du Congo | Prêt (1 an) | Entente Sannois Saint-Gratien    | National       |

Total des achats : 11,9 M€
Total des ventes : 31,8 M€

### Mercato d'hiver
| Nom                | Nationalité | Transfert                | Provenance/Destination | Division    |
| Arrivées           |             |                          |                        |             |
| Dennis Oliech      | Kenya       | -                        | FC Nantes              | Ligue 2     |
| Robert Popov       | Macédoine   | -                        | PFK Litex Lovetch      | D1 Bulgarie |
| Vlad Munteanu      | Roumanie    | Pret avec option d'achat | VfL Wolfsburg          | Bundesliga  |
| Julien Quercia     | France      | -                        | FC Sochaux             | Ligue 1     |
| Départs            |             |                          |                        |             |
| Jean-Michel Lesage | France      | -                        | Le Havre AC            | Ligue 2     |
| Toifilou Maoulida  | France      | -                        | RC Lens                | Ligue 1     |

## Effectif
| N° | Nom                   | Poste             | Naissance         | Nationalité sportive* |
| 1  | Olivier Sorin         | Gardien de but    | 16 avril 1981     | France                |
| 3  | Jean-Sébastien Jaurès | Défenseur         | 30 septembre 1977 | France                |
| 4  | Stéphane Grichting    | Défenseur central | 30 mars 1979      | Suisse                |
| 5  | Frédéric Thomas       | Milieu défensif   | 10 août 1980      | France                |
| 6  | Marcos António        | Défenseur central | 25 mai 1983       | Brésil                |
| 7  | Kamel Chafni          | Milieu défensif   | 11 juin 1982      | France                |
| 8  | Issa Ba               | Milieu offensif   | 7 novembre 1981   | Sénégal               |
| 10 | Thomas Kahlenberg     | Milieu offensif   | 30 mars 1983      | Danemark              |
| 11 | Julien Quercia        | Attaquant         | 17 août 1986      | France                |
| 12 | Jean-Pascal Mignot    | Défenseur central | 26 février 1981   | France                |
| 13 | Kevin Lejeune         | Attaquant         | 22 janvier 1985   | France                |
| 14 | Dennis Oliech         | Attaquant         | 2 février 1985    | Kenya                 |
| 15 | Baptiste Martin       | Défenseur         | 14 mai 1985       | France                |
| 16 | Rémy Riou             | Gardien de but    | 6 août 1987       | France                |
| 17 | Benoît Pedretti       | Milieu défensif   | 12 novembre 1980  | France                |
| 18 | Gabriel Tamas         | Défenseur central | 18 novembre 1983  | Roumanie              |
| 19 | Steeven Langil        | Attaquant         | 4 mars 1988       | France                |
| 21 | Daniel Niculae        | Attaquant         | 6 octobre 1982    | Roumanie              |
| 22 | Ireneusz Jeleń        | Attaquant         | 9 avril 1981      | Pologne               |
| 23 | Jean-baptiste Racae   | Défenseur         | 7 septembre 1988  | France                |
| 24 | Lynel Kitambala       | Attaquant         | 26 octobre 1988   | France                |
| 25 | Jérémy Messiba        | Défenseur         | 1er janvier 1988  | France                |
| 26 | Maxime Jasse          | Défenseur         | 4 janvier 1988    | France                |
| 27 | Alain Traoré          | Milieu            | 31 décembre 1988  | Burkina Faso          |
| 28 | Robert Popov          | Latéral droit     | 16 avril 1982     | Macédoine             |
| 29 | Sammy Traoré          | Défenseur         | 25 février 1976   | Mali                  |
| 30 | Denis Petric          | Gardien de but    | 24 mai 1988       | Slovénie              |
| AS | Arnaud Sauvage        | Gardien de but    | 1er février 1984  | France                |
| KO | Kamil Oziemczuk       | Attaquant         | 29 mars 1988      | Pologne               |
| SA | Serge Ognadon Akakpo  | Arrière latéral   | 15 octobre 1987   | France Togo           |
| VM | Vlad Munteanu         | Milieu            | 16 janvier 1981   | Roumanie              |

## Matchs d'avant saison et Matchs amicaux
| Date      | Adversaire          | Lieu           | Score | Buteur AJA                             |
| --------- | ------------------- | -------------- | ----- | -------------------------------------- |
| 6 juill.  | Sélection régionale |                | 4-0   | Pedretti, Kitambala, Messiba et Genest |
| 11 juill. | Brøndby IF          | Brøndby        | 2-1   | Kahlenberg                             |
| 14 juill. | LB Châteauroux      | Montargis      | 2-0   | Jeleń, Genest                          |
| 17 juill. | ES Troyes AC        | Migennes       | 2-1   | Jeleń, Maoulida                        |
| 20 juill. | Liverpool FC        | Fribourg       | 2-0   | -                                      |
| 24 juill. | UNFP Nord           | Clairefontaine | 3-0   | Niculae, Maoulida x2                   |
| 28 juill. | VfL Wolfsburg       | Wolfsbourg     | 2-0   |                                        |
| 12 oct.   | RSC Anderlecht      | Épernay        | 1-0   | Oliech                                 |

Bilan : 8 matchs, 5 victoires, 3 défaites, 13 buts pour, 7 bus contre.
Stage en Allemagne à Weiskirchen, puis à Clairefontaine-en-Yvelines à l'INF du 23 au 25 juillet.

## Matchs officiels
| Date     | Compétition | Adversaire             | Lieu | Score      | Buteur AJA                              | Class. | Public |
| -------- | ----------- | ---------------------- | ---- | ---------- | --------------------------------------- | ------ | ------ |
| 5 août   | L1-J01      | Olympique lyonnais     | Ext. | 2 - 0      | -                                       | 19e    | 35 537 |
| 11 août  | L1-J02      | Girondins de Bordeaux  | Dom. | 0 - 2      | -                                       | 20e    | 11 506 |
| 15 août  | L1-J03      | RC Strasbourg          | Ext. | 3 - 0      | -                                       | 20e    | 20 045 |
| 18 août  | L1-J04      | SM Caen                | Dom. | 1 - 0      | Maoulida                                | 17e    | 7 432  |
| 25 août  | L1-J05      | AS Nancy-Lorraine      | Ext. | 4 - 1      | Lejeune                                 | 17e    | 18 132 |
| 29 août  | L1-J06      | Stade rennais          | Dom. | 0 - 2      | -                                       | 17e    | 7 670  |
| 1 sept.  | L1-J07      | Toulouse FC            | Ext. | 2 - 0      |                                         | 18e    | 14 795 |
| 15 sept. | L1-J08      | OGC Nice               | Dom. | 2 - 0      | Lejeune, Niculae                        | 16e    | 7 817  |
| 22 sept. | L1-J09      | Olympique de Marseille | Dom. | 2 - 0      | Niculae x2                              | 15e    | 18 510 |
| 25 sept. | CL-1/16e    | AS Saint-Étienne       | Dom. | 1-0        | Traoré                                  | -      | 6 864  |
| 6 oct.   | L1-J10      | RC Lens                | Ext. | 2 - 0      |                                         | 16e    | 31 139 |
| 20 oct.  | L1-J11      | FC Lorient             | Dom. | 5-3        | Niculae x2, Jeleń x 3                   | 15e    | 8 157  |
| 27 oct.  | L1-J12      | AS Saint-Étienne       | Ext. | 0-0        |                                         | 14e    | 30 448 |
| 30 oct.  | CL-1/8e     | OGC Nice               | Dom. | 6-2 (a.p.) | Pedretti, Oliech x2, Jeleń, Maoulida x2 | -      | 9 752  |
| 3 nov.   | L1-J13      | Lille OSC              | Dom. | 1-0        | -                                       | 16e    | 8 856  |
| 10 nov.  | L1-J14      | FC Sochaux             | Ext. | 1-1        | Kahlenberg (pen)                        | 18e    | 18 442 |
| 25 nov.  | L1-J15      | Le Mans UC             | Dom. | 3-0        | Chafni, Niculae, Jeleń                  | 16e    | 7 222  |
| 1 déc.   | L1-J16      | FC Metz                | Ext. | 1-0        | Kahlenberg                              | 14e    | 10 281 |
| 9 déc.   | L1-J17      | Paris SG               | Dom. | 1-0        |                                         | 16e    | 11 015 |
| 15 déc.  | L1-J18      | Valenciennes FC        | Ext. | 3-0        |                                         | 17e    | 13 057 |
| 22 déc.  | L1-J19      | AS Monaco              | Dom. | 1-0        | Traoré                                  | 15e    | 8 952  |
| 5 janv.  | CF-1/32e    | AS Saint-Étienne       | Dom. | 3-2        | Niculae, Kahlenberg, Thomas             | -      |        |
| 12 janv. | L1-J20      | Girondins de Bordeaux  | Ext. | 4-1        | Niculae                                 | 16e    | 21 223 |
| 16 janv. | CL-1/4e     | Olympique de Marseille | Dom. | 1-0        | Pedretti                                | -      | 13 006 |
| 19 janv. | L1-J21      | RC Strasbourg          | Dom. | 1-1        | Niculae                                 | 16e    | 6 550  |
| 23 janv. | L1-J22      | SM Caen                | Ext. | 0-0        |                                         | 18e    | 19 613 |
| 26 janv. | L1-J23      | AS Nancy-Lorraine      | Dom. | 0-0        |                                         | 18e    | 6 548  |
| 2 févr.  | CF-1/16e    | SC Bastia              | Ext. | 3-0        |                                         | -      |        |
| 9 févr.  | L1-J24      | Stade rennais          | Ext. | 2-1        | Oliech x2                               | 16e    | 22 733 |
| 16 févr. | L1-J25      | Toulouse FC            | Dom. | 1-0        | Niculae                                 | 13e    | 9 106  |
| 23 févr. | L1-J26      | OGC Nice               | Ext. | 2-1        | Niculae, Chafni                         | 12e    | 10 114 |
| 26 févr. | CL-1/2e     | Paris SG               | Ext. | 3-2        | Landreau (csc), Quercia                 | -      | 32 198 |
| 1er mars | L1-J27      | Olympique de Marseille | Ext. | 2-1        | Pedretti                                | 13e    | 53 100 |
| 8 mars   | L1-J28      | RC Lens                | Dom. | 0-0        |                                         | 14e    | 10 591 |
| 15 mars  | L1-J29      | FC Lorient             | Ext. | 1-1        | Jaurès (pen.)                           | 13e    | 12 881 |
| 22 mars  | L1-J30      | AS Saint-Étienne       | Dom. | 3-1        | Benalouane (csc)                        | 14e    | 13 137 |
| 30 mars  | L1-J31      | Lille OSC              | Ext. | 2-0        | Oliech, Niculae                         | 13e    | 16 017 |
| 5 avr.   | L1-J32      | FC Sochaux             | Dom. | 1-0        |                                         | 15e    | 10 282 |
| 12 avr.  | L1-J33      | Le Mans UC             | Ext. | 3-0        |                                         | 15e    | 12 339 |
| 19 avr.  | L1-J34      | FC Metz                | Dom. | 0-0        |                                         | 15e    | 8 620  |
| 26 avr.  | L1-J35      | Paris SG               | Ext. | 3-1        | Mignot                                  | 15e    | 37 671 |
| 3 mai    | L1-J36      | Valenciennes FC        | Dom. | 2-0        | Lejeune, Jeleń                          | 15e    | 19 000 |
| 10 mai   | L1-J37      | AS Monaco              | Ext. | 3-0        |                                         | 15e    | 9 839  |
| 17 mai   | L1-J38      | Olympique lyonnais     | Dom. | 1-3        | Thomas                                  | 15e    | 19 799 |
| Date     | Compétition | Adversaire             | Lieu | Score      | Buteur AJA                              | Class. | Public |

## Détails des rencontres
| Titulaires : |  |
| |  |
| Vercoutre · Cris · Müller · Grosso · Clerc 82e · Réveillère · Källström · Jérémy Toulalan · Baroš · Juninho 73e · Benzema · Sidney Govou · Kader Keita · Hatem Ben Arfa 67e · |  |
| Remplaçants : |  |
| Hartock Bodmer Fábio Santos Belhadj |  |
| Entraîneur : |  |
| Alain Perrin |  |

| Titulaires : |  |
| |  |
| Sorin · Jaures · Marcos António · Mignot · Martin · Thomas · Kahlenberg · Jasse 85e · Lesage · Lejeune 71e · Pedretti · Maoulida · Jeleń · Niculae 78e · |  |
| Remplaçants : |  |
| Riou Tamas Genest |  |
| Entraîneur : |  |
| Jean Fernandez |  |

| Titulaires : |  |
| |  |
| Vercoutre · Cris · Müller · Grosso · Clerc 82e · Réveillère · Källström · Jérémy Toulalan · Baroš · Juninho 73e · Benzema · Sidney Govou · Kader Keita · Hatem Ben Arfa 67e · |  |
| Remplaçants : |  |
| Hartock Bodmer Fábio Santos Belhadj |  |
| Entraîneur : |  |
| Alain Perrin |  |

| Titulaires : |  |
| |  |
| Sorin · Jaures · Marcos António · Mignot · Martin · Thomas · Kahlenberg · Jasse 85e · Lesage · Lejeune 71e · Pedretti · Maoulida · Jeleń · Niculae 78e · |  |
| Remplaçants : |  |
| Riou Tamas Genest |  |
| Entraîneur : |  |
| Jean Fernandez |  |

| Titulaires : |  |
| |  |
| Sorin · Jaures · Marcos António · Mignot · Martin · Thomas · Kahlenberg · Pedretti · Maoulida · Niculae 72e · Lejeune · Lesage 72e · Jeleń · |  |
| Remplaçants : |  |
| Riou Tamas Genest Jasse |  |
| Entraîneur : |  |
| Jean Fernandez |  |

| Titulaires : |  |
| |  |
| Ramé · Jemmali 67e · Chalmé · Marange 47e · Planus · Diarra · Fernando · Alonso · Johan Micoud 74e · Jussiê · Obertan 84e · Wendel · David Bellion · Marouane Chamakh 82e · |  |
| Remplaçants : |  |
| Valverde Trémoulinas Ducasse Diawara |  |
| Entraîneur : |  |
| Laurent Blanc |  |

| Titulaires : |  |
| |  |
| Sorin · Jaures · Marcos António · Mignot · Martin · Thomas · Kahlenberg · Pedretti · Maoulida · Niculae 72e · Lejeune · Lesage 72e · Jeleń · |  |
| Remplaçants : |  |
| Riou Tamas Genest Jasse |  |
| Entraîneur : |  |
| Jean Fernandez |  |

| Titulaires : |  |
| |  |
| Ramé · Jemmali 67e · Chalmé · Marange 47e · Planus · Diarra · Fernando · Alonso · Johan Micoud 74e · Jussiê · Obertan 84e · Wendel · David Bellion · Marouane Chamakh 82e · |  |
| Remplaçants : |  |
| Valverde Trémoulinas Ducasse Diawara |  |
| Entraîneur : |  |
| Laurent Blanc |  |

| Titulaires : |  |
| |  |
| Cassard · Bellaïd · Abou · Grégory Paisley · Rodrigo · Cohade · Camadini 58e · Abdessadki · Guillaume Lacour · Éric Mouloungui · James Fanchone · Kevin Gameiro 82e · Wason Renteria 34e · Gasmi 67e · |  |
| Remplaçants : |  |
| Nicolas Puydebois Gargorov Malthouthi Vergerolle |  |
| Entraîneur : |  |
| Jean-Marc Furlan |  |

| Titulaires : |  |
| |  |
| Sorin · Jaures · Marcos António · Mignot · Martin · Tamas 75e · Thomas · Kahlenberg · Lesage 75e · Lejeune · Pedretti · Jeleń · Niculae · |  |
| Remplaçants : |  |
| Jasse Riou Grichting Genest |  |
| Entraîneur : |  |
| Jean Fernandez |  |

| Titulaires : |  |
| |  |
| Cassard · Bellaïd · Abou · Grégory Paisley · Rodrigo · Cohade · Camadini 58e · Abdessadki · Guillaume Lacour · Éric Mouloungui · James Fanchone · Kevin Gameiro 82e · Wason Renteria 34e · Gasmi 67e · |  |
| Remplaçants : |  |
| Nicolas Puydebois Gargorov Malthouthi Vergerolle |  |
| Entraîneur : |  |
| Jean-Marc Furlan |  |

| Titulaires : |  |
| |  |
| Sorin · Jaures · Marcos António · Mignot · Martin · Tamas 75e · Thomas · Kahlenberg · Lesage 75e · Lejeune · Pedretti · Jeleń · Niculae · |  |
| Remplaçants : |  |
| Jasse Riou Grichting Genest |  |
| Entraîneur : |  |
| Jean Fernandez |  |

| Titulaires : |  |
| |  |
| Riou · Jaures · Marcos António · Mignot · Tamas 83e · Thomas · Kahlenberg · Martin 80e · Pedretti · Maoulida · Lejeune · Jeleń · Niculae 80e · |  |
| Remplaçants : |  |
| Sorin Grichting Jasse Lesage Langil |  |
| Entraîneur : |  |
| Jean Fernandez |  |

| Titulaires : |  |
| |  |
| Planté · Seube 37e · Karl Svensson · Florian Boucansaud 27e · Sorbon · Hengbart · Benjamin Nivet 77e · Grégory Proment 57e · Eluchans · Florentin 50e · Samson · Jemâa 62e · Yoan Gouffran · Lilian Compan · |  |
| Remplaçants : |  |
| Costil Deroin Lemaitre Toudic |  |
| Entraîneur : |  |
| Franck Dumas |  |

| Titulaires : |  |
| |  |
| Riou · Jaures · Marcos António · Mignot · Tamas 83e · Thomas · Kahlenberg · Martin 80e · Pedretti · Maoulida · Lejeune · Jeleń · Niculae 80e · |  |
| Remplaçants : |  |
| Sorin Grichting Jasse Lesage Langil |  |
| Entraîneur : |  |
| Jean Fernandez |  |

| Titulaires : |  |
| |  |
| Planté · Seube 37e · Karl Svensson · Florian Boucansaud 27e · Sorbon · Hengbart · Benjamin Nivet 77e · Grégory Proment 57e · Eluchans · Florentin 50e · Samson · Jemâa 62e · Yoan Gouffran · Lilian Compan · |  |
| Remplaçants : |  |
| Costil Deroin Lemaitre Toudic |  |
| Entraîneur : |  |
| Franck Dumas |  |

| Titulaires : |  |
| |  |
| Bracigliano · André Luiz · Biancalani · Chrétien · Puygrenier 19e · Malonga · Brison 59e · Berenguer · Hadji · Gaston Curbelo 59e · Gavanon · Guerriero 80e · Fortuné · Kim · |  |
| Entraîneur : |  |
| Pablo Correa |  |

| Titulaires : |  |
| |  |
| Riou · Jaures · Marcos António · Mignot · Tamas 17e · Grichting 46e · Thomas · Pedretti 90+3e · Maoulida · Lejeune 33e · Genest · Kahlenberg 46e · Jeleń · Lesage 68e · |  |
| Remplaçants : |  |
| Sorin Jasse Martin |  |
| Entraîneur : |  |
| Jean Fernandez |  |

| Titulaires : |  |
| |  |
| Bracigliano · André Luiz · Biancalani · Chrétien · Puygrenier 19e · Malonga · Brison 59e · Berenguer · Hadji · Gaston Curbelo 59e · Gavanon · Guerriero 80e · Fortuné · Kim · |  |
| Entraîneur : |  |
| Pablo Correa |  |

| Titulaires : |  |
| |  |
| Riou · Jaures · Marcos António · Mignot · Tamas 17e · Grichting 46e · Thomas · Pedretti 90+3e · Maoulida · Lejeune 33e · Genest · Kahlenberg 46e · Jeleń · Lesage 68e · |  |
| Remplaçants : |  |
| Sorin Jasse Martin |  |
| Entraîneur : |  |
| Jean Fernandez |  |

| Titulaires : |  |
| |  |
| Riou · Jaures · Marcos António · Martin 57e · Mignot · Grichting 46e · Tamas · Thomas · Kahlenberg · Pedretti · Maoulida · Lejeune · Lesage 77e · Jeleń · |  |
| Remplaçants : |  |
| Sorin Genest Jasse Kitambala |  |
| Entraîneur : |  |
| Jean Fernandez |  |

| Titulaires : |  |
| |  |
| Pouplin · Edman · Fanni · Hansson · Leroy · Jeunechamp 61e · Cheyrou · Mbia · Didot · Badiane 71e · Sorlin · Marveaux · Briand · Wiltord 46e · |  |
| Entraîneur : |  |
| Pierre Dréossi |  |

| Titulaires : |  |
| |  |
| Riou · Jaures · Marcos António · Martin 57e · Mignot · Grichting 46e · Tamas · Thomas · Kahlenberg · Pedretti · Maoulida · Lejeune · Lesage 77e · Jeleń · |  |
| Remplaçants : |  |
| Sorin Genest Jasse Kitambala |  |
| Entraîneur : |  |
| Jean Fernandez |  |

| Titulaires : |  |
| |  |
| Pouplin · Edman · Fanni · Hansson · Leroy · Jeunechamp 61e · Cheyrou · Mbia · Didot · Badiane 71e · Sorlin · Marveaux · Briand · Wiltord 46e · |  |
| Entraîneur : |  |
| Pierre Dréossi |  |

| Titulaires : |  |
| |  |
| Douchez · Fofana · Ilunga 60e · Cetto · Batlles · Bergougnoux 77e · Paulo César · Fabinho · Emana · Sissoko 89e · Dieuze · Mansaré · Elmander · Gignac 83e · |  |
| Entraîneur : |  |
| Élie Baup |  |

| Titulaires : |  |
| |  |
| Riou · Jaures · Grichting · Martin · Lesage 77e · Tamas · Thomas · Kahlenberg · Pedretti · Maoulida · Lejeune · Genest 84e · Jeleń · |  |
| Remplaçants : |  |
| Sorin Marcos António Kitambala |  |
| Entraîneur : |  |
| Jean Fernandez |  |

| Titulaires : |  |
| |  |
| Douchez · Fofana · Ilunga 60e · Cetto · Batlles · Bergougnoux 77e · Paulo César · Fabinho · Emana · Sissoko 89e · Dieuze · Mansaré · Elmander · Gignac 83e · |  |
| Entraîneur : |  |
| Élie Baup |  |

| Titulaires : |  |
| |  |
| Riou · Jaures · Grichting · Martin · Lesage 77e · Tamas · Thomas · Kahlenberg · Pedretti · Maoulida · Lejeune · Genest 84e · Jeleń · |  |
| Remplaçants : |  |
| Sorin Marcos António Kitambala |  |
| Entraîneur : |  |
| Jean Fernandez |  |

| Titulaires : |  |
| |  |
| Sorin · Jaures · Grichting · Mignot 76e, 87e · Traoré · Thomas 17e · Chafni 48e · Lesage · Niculae 84e 90+3e · Pedretti · Maoulida 78e · Marcos António 88e · Lejeune · Kahlenberg 88e · |  |
| Remplaçants : |  |
| Oliech Jasse Jeleń |  |
| Entraîneur : |  |
| Jean Fernandez |  |

| Titulaires : |  |
| |  |
| Letizi · Barul · Scaramozzino 58e · Hognon · Abardonado · Apam · Echouafni · Ederson · Hellebuyck · Balmont · Bamogo · Laslandes 55e · Koné · |  |
| Entraîneur : |  |
| Frédéric Antonetti |  |

| Titulaires : |  |
| |  |
| Sorin · Jaures · Grichting · Mignot 76e, 87e · Traoré · Thomas 17e · Chafni 48e · Lesage · Niculae 84e 90+3e · Pedretti · Maoulida 78e · Marcos António 88e · Lejeune · Kahlenberg 88e · |  |
| Remplaçants : |  |
| Oliech Jasse Jeleń |  |
| Entraîneur : |  |
| Jean Fernandez |  |

| Titulaires : |  |
| |  |
| Letizi · Barul · Scaramozzino 58e · Hognon · Abardonado · Apam · Echouafni · Ederson · Hellebuyck · Balmont · Bamogo · Laslandes 55e · Koné · |  |
| Entraîneur : |  |
| Frédéric Antonetti |  |

| Titulaires : |  |
| |  |
| Sorin · Jaures 88e · Grichting · Tamas · Traoré · Thomas · Kahlenberg · Pedretti · Maoulida · Jeleń 77e · Lejeune 67e, 75e · Niculae · Chafni 77e · |  |
| Remplaçants : |  |
| Petric Lesage Oliech Martin Jasse |  |
| Entraîneur : |  |
| Jean Fernandez |  |

| Titulaires : |  |
| |  |
| Mandanda · Taiwo · Givet · Faty · Zubar · Bonnart 30e · Ziani · Zenden · Arrache 77e · Gragnic · Cheyrou 90+2e 44e · Cana · Cissé · Niang · |  |
| Entraîneur : |  |
| Albert Emon |  |

| Titulaires : |  |
| |  |
| Sorin · Jaures 88e · Grichting · Tamas · Traoré · Thomas · Kahlenberg · Pedretti · Maoulida · Jeleń 77e · Lejeune 67e, 75e · Niculae · Chafni 77e · |  |
| Remplaçants : |  |
| Petric Lesage Oliech Martin Jasse |  |
| Entraîneur : |  |
| Jean Fernandez |  |

| Titulaires : |  |
| |  |
| Mandanda · Taiwo · Givet · Faty · Zubar · Bonnart 30e · Ziani · Zenden · Arrache 77e · Gragnic · Cheyrou 90+2e 44e · Cana · Cissé · Niang · |  |
| Entraîneur : |  |
| Albert Emon |  |

| Titulaires : |  |
| |  |
| Runje · Ramos · Aubey 25e · Biševac · Coulibaly · Laurenti · Boukari · Sablé 82e · Kovačević · Mangane · Dindane · Monterrubio · Pieroni · Carrière 61e · |  |
| Remplaçants : |  |
| Le Crom Demont Lacourt Monnet-Paquet |  |
| Entraîneur : |  |
| Jean-Pierre Papin |  |

| Titulaires : |  |
| |  |
| Sorin · Tamas · Mignot 35e · Grichting · Jaurès · Sa.Traoré · Kahlenberg · Pedretti · Thomas · Chafni 45e · Lejeune · Maoulida · Niculae · Jeleń 69e · |  |
| Remplaçants : |  |
| Petric Marcos António Lesage Oliech |  |
| Entraîneur : |  |
| Jean Fernandez |  |

| Titulaires : |  |
| |  |
| Runje · Ramos · Aubey 25e · Biševac · Coulibaly · Laurenti · Boukari · Sablé 82e · Kovačević · Mangane · Dindane · Monterrubio · Pieroni · Carrière 61e · |  |
| Remplaçants : |  |
| Le Crom Demont Lacourt Monnet-Paquet |  |
| Entraîneur : |  |
| Jean-Pierre Papin |  |

| Titulaires : |  |
| |  |
| Sorin · Tamas · Mignot 35e · Grichting · Jaurès · Sa.Traoré · Kahlenberg · Pedretti · Thomas · Chafni 45e · Lejeune · Maoulida · Niculae · Jeleń 69e · |  |
| Remplaçants : |  |
| Petric Marcos António Lesage Oliech |  |
| Entraîneur : |  |
| Jean Fernandez |  |

| Titulaires : |  |
| |  |
| Sorin · Jaures · Jeleń 72e · Grichting · Mignot 46e · Tamas · Traoré · Chafni 76e · Kahlenberg · Pedretti · Maoulida 34e · Oliech 46e · Lejeune · Niculae · |  |
| Remplaçants : |  |
| Riou Marcos António Lesage |  |
| Entraîneur : |  |
| Jean Fernandez |  |

| Titulaires : |  |
| |  |
| Audard · Ciani · Morel · Cantareil 73e · Marchal 84e · Abriel · Ewolo · Le Pen · Mansouri 46e · Jallet · Namouchi · Saïfi · Vahirua · Bourhani 82e · |  |
| Entraîneur : |  |
| Christian Gourcuff |  |

| Titulaires : |  |
| |  |
| Sorin · Jaures · Jeleń 72e · Grichting · Mignot 46e · Tamas · Traoré · Chafni 76e · Kahlenberg · Pedretti · Maoulida 34e · Oliech 46e · Lejeune · Niculae · |  |
| Remplaçants : |  |
| Riou Marcos António Lesage |  |
| Entraîneur : |  |
| Jean Fernandez |  |

| Titulaires : |  |
| |  |
| Audard · Ciani · Morel · Cantareil 73e · Marchal 84e · Abriel · Ewolo · Le Pen · Mansouri 46e · Jallet · Namouchi · Saïfi · Vahirua · Bourhani 82e · |  |
| Entraîneur : |  |
| Christian Gourcuff |  |

| Titulaires : |  |
| |  |
| Janot · Tavlarídis · Dabo · Dernis · Payet 68e · Matuidi · Tiéné 54e · Landrin · Sall · Ilan · Feinduno · Gomis · Gigliotti 73e · |  |
| Entraîneur : |  |
| Laurent Roussey |  |

| Titulaires : |  |
| |  |
| Sorin · Jaures 48e · Mignot · Tamas · Traoré · Chafni · Kahlenberg · Lesage 83e · Pedretti · Lejeune · Niculae · Maoulida 90e · Jeleń · Oliech 68e · |  |
| Remplaçants : |  |
| Petric Grichting Marcos António |  |
| Entraîneur : |  |
| Jean Fernandez |  |

| Titulaires : |  |
| |  |
| Janot · Tavlarídis · Dabo · Dernis · Payet 68e · Matuidi · Tiéné 54e · Landrin · Sall · Ilan · Feinduno · Gomis · Gigliotti 73e · |  |
| Entraîneur : |  |
| Laurent Roussey |  |

| Titulaires : |  |
| |  |
| Sorin · Jaures 48e · Mignot · Tamas · Traoré · Chafni · Kahlenberg · Lesage 83e · Pedretti · Lejeune · Niculae · Maoulida 90e · Jeleń · Oliech 68e · |  |
| Remplaçants : |  |
| Petric Grichting Marcos António |  |
| Entraîneur : |  |
| Jean Fernandez |  |

| Titulaires : |  |
| |  |
| Sorin · Jaures · Maoulida 77e · Grichting · Jeleń 77e · Tamas · Traoré 57e · Chafni · Kahlenberg · Pedretti 86e · Lejeune · Niculae · Oliech · |  |
| Remplaçants : |  |
| Riou Marcos António Mignot Lesage |  |
| Entraîneur : |  |
| Jean Fernandez |  |

| Titulaires : |  |
| |  |
| Sylva · Béria · Franquart · Tafforeau 50e · Emerson 68e · Plestan · Lichtsteiner · Debuchy 82e · Cabaye · Bastos · Toure 94e · Fauvergue · |  |
| Entraîneur : |  |
| Claude Puel |  |

| Titulaires : |  |
| |  |
| Sorin · Jaures · Maoulida 77e · Grichting · Jeleń 77e · Tamas · Traoré 57e · Chafni · Kahlenberg · Pedretti 86e · Lejeune · Niculae · Oliech · |  |
| Remplaçants : |  |
| Riou Marcos António Mignot Lesage |  |
| Entraîneur : |  |
| Jean Fernandez |  |

| Titulaires : |  |
| |  |
| Sylva · Béria · Franquart · Tafforeau 50e · Emerson 68e · Plestan · Lichtsteiner · Debuchy 82e · Cabaye · Bastos · Toure 94e · Fauvergue · |  |
| Entraîneur : |  |
| Claude Puel |  |

| Titulaires : |  |
| |  |
| Richert 8e · Afolabi · Dramé · Mathis 46e · Perquis · Pichot · Pitau · N'Daw · Isabey · Quercia · Birsa · Dalmat 67e · Erding · Dagano 79e · |  |
| Entraîneur : |  |
| Frédéric Hantz |  |

| Titulaires : |  |
| |  |
| Sorin · Jaures 42e · Mignot · Tamas · Traoré · Chafni · Kahlenberg · Pedretti · Lejeune 13e · Jeleń 85e · Niculae · Oliech · |  |
| Remplaçants : |  |
| Riou Marcos António Lesage Maoulida Grichting                                                                                |  |
| Entraîneur : |  |
| Jean Fernandez |  |

| Titulaires : |  |
| |  |
| Richert 8e · Afolabi · Dramé · Mathis 46e · Perquis · Pichot · Pitau · N'Daw · Isabey · Quercia · Birsa · Dalmat 67e · Erding · Dagano 79e · |  |
| Entraîneur : |  |
| Frédéric Hantz |  |

| Titulaires : |  |
| |  |
| Sorin · Jaures 42e · Mignot · Tamas · Traoré · Chafni · Kahlenberg · Pedretti · Lejeune 13e · Jeleń 85e · Niculae · Oliech · |  |
| Remplaçants : |  |
| Riou Marcos António Lesage Maoulida Grichting                                                                                |  |
| Entraîneur : |  |
| Jean Fernandez |  |

| Titulaires : |  |
| |  |
| Sorin · Mignot · Tamas · Grichting 61e · Traoré · Chafni · Kahlenberg · Pedretti · Lejeune · Oliech · Lesage 65e · Niculae · Jasse 90e · Jeleń · |  |
| Remplaçants : |  |
| Riou Maoulida Marcos António |  |
| Entraîneur : |  |
| Jean Fernandez |  |

| Titulaires : |  |
| |  |
| Pelé · Roche 79e · Cerdan · Calvé · Baša 90e · Camara · Romaric · Coutadeur · Douillard · Matsui 55e · De Melo · Le Tallec · Louvion 62e · Gervinho · |  |
| Entraîneur : |  |
| Rudi Garcia |  |

| Titulaires : |  |
| |  |
| Sorin · Mignot · Tamas · Grichting 61e · Traoré · Chafni · Kahlenberg · Pedretti · Lejeune · Oliech · Lesage 65e · Niculae · Jasse 90e · Jeleń · |  |
| Remplaçants : |  |
| Riou Maoulida Marcos António |  |
| Entraîneur : |  |
| Jean Fernandez |  |

| Titulaires : |  |
| |  |
| Pelé · Roche 79e · Cerdan · Calvé · Baša 90e · Camara · Romaric · Coutadeur · Douillard · Matsui 55e · De Melo · Le Tallec · Louvion 62e · Gervinho · |  |
| Entraîneur : |  |
| Rudi Garcia |  |

| Titulaires : |  |
| |  |
| Marichez · Delhommeau · Gestede 65e · Diop · Strasser · Cubilier · Gueye · Cissé 86e · François · Pjanić · Bong · Aguirre · N'Diaye · Pouye 74e · |  |
| Entraîneur : |  |
| Francis De Taddeo |  |

| Titulaires : |  |
| |  |
| Sorin · Mignot · Grichting · Traoré · Chafni · Kahlenberg · Pedretti · Lejeune · Oliech · Lesage 86e · Niculae · Marcos António 89e · Jeleń · Maoulida 67e · |  |
| Remplaçants : |  |
| Riou Jasse Jaures |  |
| Entraîneur : |  |
| Jean Fernandez |  |

| Titulaires : |  |
| |  |
| Marichez · Delhommeau · Gestede 65e · Diop · Strasser · Cubilier · Gueye · Cissé 86e · François · Pjanić · Bong · Aguirre · N'Diaye · Pouye 74e · |  |
| Entraîneur : |  |
| Francis De Taddeo |  |

| Titulaires : |  |
| |  |
| Sorin · Mignot · Grichting · Traoré · Chafni · Kahlenberg · Pedretti · Lejeune · Oliech · Lesage 86e · Niculae · Marcos António 89e · Jeleń · Maoulida 67e · |  |
| Remplaçants : |  |
| Riou Jasse Jaures |  |
| Entraîneur : |  |
| Jean Fernandez |  |

| Titulaires : |  |
| |  |
| Sorin · Sa. Traoré · Grichting · Mignot · Pedretti · Chafni · Kahlenberg · Oliech · Lejeune · Lesage 84e · Niculae · Jeleń · Maoulida 74e · |  |
| Remplaçants : |  |
| Riou Jaurès Marcos António Tamas |  |
| Entraîneur : |  |
| Jean Fernandez |  |

| Titulaires : |  |
| |  |
| Landreau · Ceará · Z. Camara · Yepes · Armand · Clément · Chantome · Arnaud · Digard 46e · Rothen · N'Gog · Diané 74e · Luyindula · Gallardo 81e · |  |
| Remplaçants : |  |
| Alonzo Sakho Ngoyi Sankharé |  |
| Entraîneur : |  |
| Paul Le Guen |  |

| Titulaires : |  |
| |  |
| Sorin · Sa. Traoré · Grichting · Mignot · Pedretti · Chafni · Kahlenberg · Oliech · Lejeune · Lesage 84e · Niculae · Jeleń · Maoulida 74e · |  |
| Remplaçants : |  |
| Riou Jaurès Marcos António Tamas |  |
| Entraîneur : |  |
| Jean Fernandez |  |

| Titulaires : |  |
| |  |
| Landreau · Ceará · Z. Camara · Yepes · Armand · Clément · Chantome · Arnaud · Digard 46e · Rothen · N'Gog · Diané 74e · Luyindula · Gallardo 81e · |  |
| Remplaçants : |  |
| Alonzo Sakho Ngoyi Sankharé |  |
| Entraîneur : |  |
| Paul Le Guen |  |

| Entraîneur :   |
| Jean Fernandez |

| Entraîneur :   |
| Jean Fernandez |

| Entraîneur :   |
| Jean Fernandez |

| Entraîneur :   |
| Jean Fernandez |

| Entraîneur :   |
| Jean Fernandez |

| Entraîneur :   |
| Jean Fernandez |

| Entraîneur :   |
| Jean Fernandez |

| Entraîneur :   |
| Jean Fernandez |

| Entraîneur :   |
| Jean Fernandez |

| Entraîneur :   |
| Jean Fernandez |

| Entraîneur :   |
| Jean Fernandez |

| Entraîneur :   |
| Jean Fernandez |

| Entraîneur :   |
| Jean Fernandez |

| Entraîneur :   |
| Jean Fernandez |

| Entraîneur :   |
| Jean Fernandez |

| Entraîneur :   |
| Jean Fernandez |

| Entraîneur :   |
| Jean Fernandez |

| Entraîneur :   |
| Jean Fernandez |

| Entraîneur :   |
| Jean Fernandez |

| Entraîneur :   |
| Jean Fernandez |

| Entraîneur :   |
| Jean Fernandez |

| Entraîneur :   |
| Jean Fernandez |

| Entraîneur :   |
| Jean Fernandez |

| Entraîneur :   |
| Jean Fernandez |

| Entraîneur :   |
| Jean Fernandez |

| Entraîneur :   |
| Jean Fernandez |

| Entraîneur :   |
| Jean Fernandez |

| Entraîneur :   |
| Jean Fernandez |

| Entraîneur :   |
| Jean Fernandez |

| Entraîneur :   |
| Jean Fernandez |

| Entraîneur :   |
| Jean Fernandez |

| Entraîneur :   |
| Jean Fernandez |

| Entraîneur :   |
| Jean Fernandez |

| Entraîneur :   |
| Jean Fernandez |

| Entraîneur :   |
| Jean Fernandez |

| Entraîneur :   |
| Jean Fernandez |

| Entraîneur :   |
| Jean Fernandez |

| Entraîneur :   |
| Jean Fernandez |

| Entraîneur :   |
| Jean Fernandez |

| Entraîneur :   |
| Jean Fernandez |

| Entraîneur :   |
| Jean Fernandez |

| Entraîneur :   |
| Jean Fernandez |

## Bilan par joueur
|                       | Championnat | Championnat | Coupe de la Ligue | Coupe de la Ligue | Coupe de France | Coupe de France | Total        | Total |
| Joueur                | Matchs      | Buts        | Matchs            | Buts              | Matchs          | Buts            | Matchs       | Buts  |
| --------------------- | ----------- | ----------- | ----------------- | ----------------- | --------------- | --------------- | ------------ | ----- |
| Marcos Antonio        | 9 (T7-R2)   | 0           | 0                 | 0                 | 1 (T1 - R0)     | 0               | 9 (T7-R2)    | 0     |
| Issa Ba               | 1(0-1)      | 0           | 0                 | 0                 | 1 (T1 - R0)     | 0               | 2(1-1)       | 0     |
| Kamel Chafni          | 13 (T11-R2) | 1           | 2 (T2-R0)         | 0                 | 1 (T1 - R0)     | 0               | 16 (T14-R2)  | 1     |
| Stéphane Grichting    | 12 (T10-R3) | 0           | 1 (T1-R0)         | 0                 | 1 (T1 - R0)     | 0               | 15 (T12-RT3) | 0     |
| Jean-Sébastien Jaurès | 17 (T17-R0) | 0           | 2 (T2-R0)         | 0                 | 1 (T1 - R0)     | 0               | 20 (t20-R0)  | 0     |
| Ireneusz Jeleń        | 19 (T14-R5) | 4           | 2 (T0-R2)         | 1                 | -               | -               | 21 (T14-R7)  | 5     |
| Thomas Kahlenberg     | 20 (T18-R2) | 2           | 2 (T2-R0)         | 0                 | 1 (T1 - R0)     | 1               | 23 (T21-R2)  | 3     |
| Kevin Lejeune         | 20 (T19-R1) | 2           | 1 (T1-R0)         | 0                 | -               | -               | 21 (T20-R1)  | 2     |
| Toifilou Maoulida     | 15 (T10-R5) | 1           | 2(T1-R1)          | 2                 | -               | -               | 17 (T11-R6)  | 3     |
| Baptiste Martin       | 6 (T4-R2)   | 0           | 0                 | 0                 | -               | -               | 6 (T4-R2)    | 0     |
| Jean-Pascal Mignot    | 17 (T15-R2) | 0           | 2 (T1-R1)         | 0                 | -               | -               | 19 (T16-R3)  | 0     |
| Daniel Niculae        | 17 (T13-R4) | 7           | 2 (T2-R0)         | 0                 | 1 (T1 - R0)     | 1               | 20 (T16-R4)  | 8     |
| Dennis Oliech         | 9 (T5-R4)   | 0           | 1 (T1-R0)         | 2                 | 1 (T0 - R1)     | 0               | 10(T6-R5)    | 2     |
| Benoît Pedretti       | 20 (T20-R0) | 0           | 2 (T2-R0)         | 1                 | -               | -               | 22 (T22-R0)  | 1     |
| Rémy Riou             | 4 (T4-R0)   | 0           | 0                 | 0                 | -               | -               | 4 (T4-R0)    | 0     |
| Olivier Sorin         | 16 (T16-R0) | 0           | 2 (T2-R0)         | 0                 | -               | -               | 18 (T18-R0)  | 0     |
| Gabriel Tamas         | 14 (T12-R2) | 0           | 2 (T2-R0)         | 0                 | -               | -               | 16 (T14-R2)  | 0     |
| Frédéric Thomas       | 11 (T11-R0) | 0           | 1 (T1-R0)         | 0                 | 1 (T1 - R0)     | 1               | 13 (T13-R0)  | 1     |
| Alain Traoré          | 0           | 0           | 0                 | 0                 | -               | -               | 0            | 0     |
| Sammy Traoré          | 12 (T12-R0) | 1           | 2 (T2-R0)         | 1                 | -               | -               | 14 (T14-R0)  | 2     |
| Maxime Jasse          | 2 (T0-R2)   | 0           | 0                 | 0                 | 1 (T0-R1)       | 0               | 3 (T0-R3)    | 0     |
| Lynel Kitambala       | 0           | 0           | 0                 | 0                 | 1 (T0-R1)       | 0               | 1 (T0-R1)    | 0     |

## Classement des buteurs
Daniel Niculae est le meilleur buteur auxerrois de la saison avec onze buts.
- Daniel Niculae = 11 buts
- Ireneusz Jeleń = 5 buts
- Dennis Oliech = 3 buts
- Kevin Lejeune, Thomas Kahlenberg, Toifilou Maoulida[4] = 3 buts
- Frédéric Thomas, Kamel Chafni = 2 buts
- Sammy Traoré, Benoît Pedretti = 1 but

## Classement des passeurs
Thomas Kahlenberg est le meilleur passeur auxerrois de la saison avec 5 passes décisives.
- Thomas Kahlenberg = 5 passes
- Kevin Lejeune = 4 passes
- Daniel Niculae, Cédric Hengbart = 3 passes
- Benoît Pedretti, Kamel Chafni, Dennis Oliech = 2 passes
- Ireneusz Jeleń, Stéphane Grichting, Jean-Pascal Mignot, Gabriel Tamas = 1 passe

Statistiques à la fin du championnat.